# PokéPark Kanto
Ne doit pas être confondu avec Poképark.
PokéPark Kanto est un projet de zone thématique sur la franchise Pokémon, prévue pour 2026 dans le parc Yomiuri Land, dans l’ouest de Tokyo. Cette zone est le fruit d'une collaboration entre The Pokémon Company et Yomiuri Land.
Le nom de la zone fait référence à la région de Kanto dans l’univers Pokémon, cadre des jeux Pokémon Rouge et Vert, elle-même inspirée de la véritable région de Kantō au Japon,.
Selon un communiqué de presse, le PokéPark Kanto sera « un parc à thème où les visiteurs pourront profiter de l’univers Pokémon dans un environnement naturel luxuriant à travers divers événements ».

## Autres collaborations
En 2009, le journal Yomiuri Shimbun, appartenant au Groupe Yomiuri, a collaboré avec The Pokémon Company pour créer une chronique éducative pour enfants intitulée « Apprenons les proverbes avec Pokémon ! » (en japonais : Pokemon to Issho ni Oboeyo! Kotowaza Daihyakka).
En 2014, un événement vidéoludique intitulé « The Pokémon Ryuosen » a eu lieu à Yomiuri Land.
En 2021, Yomiuri Land et The Pokémon Company ont lancé « Pokémon Wonder », un événement grandeur nature dans lequel les participants avaient 90 minutes pour retrouver des figurines Pokémon artisanales cachées dans une forêt,. Pokémon Wonder a été ouvert brièvement en 2021, puis de nouveau d’avril à juillet 2023,.